# امجد الصابوری
امجد الصابوری (زادهٔ ۱۹۹۱، بغداد) کارگردان فیلم و تدوین‌گر اهل عراق است. نیمبرده دو

## حرفه
او فعالیت هنری خود را از هجده سالگی به عنوان کارگردان و با تلویزیون استار تی‌وی (Star TV) آغاز کرد. او علاوه بر تدوین‌گری تعدادی از فیلم‌ها و سریال‌ها در تلویزیون عراق، کارگردانی موزیک-ویدئو خواننده‌های عربی زیادی از قبیل ماجد المهندس، رباب، حسام الرسام، حسین السلمان و… در کارنامه خود دارد.